# Bastien Balthazar Bux
Bastien Balthazar Bux ou tout simplement Bastien, est le personnage principal du roman de Michael Ende L'Histoire sans fin. 
Il s'agit d'un jeune garçon passionné de littérature, qui, une fois de plus malmené par ses camarades, se cache dans une librairie et vole un mystérieux livre, L'Histoire sans fin.

## Histoire du personnage

### L'Histoire sans fin(roman + film 1)
Bastien est un jeune garçon de 10 ans. Solitaire, timide, très rond, complexé et réservé, il est le souffre-douleur d'un groupe d'enfants de son école. Depuis la mort de sa mère, il est élevé par un père souvent absent et mène une vie morose.

#### Découverte du livre
Un matin, poursuivi par un groupe d'enfants de son école qui essayaient de le mettre dans une benne à ordures, il se réfugie dans une librairie. Après une altercation avec le libraire, qui est un vieil homme bourru qui n'aime pas les enfants, et encore moins Bastien, et à la faveur d'un moment d'inattention, est attiré du regard par un livre nommé L'Histoire sans fin. Il le vole et s'en va en courant. Il préfère ensuite se réfugier discrètement dans le grenier de l'école. Il s'installe sur des coussins poussiéreux et commence la lecture du livre volé.

#### Lecture du livre
Il suit les aventures d'Atreyu, un jeune garçon guerrier à la peau verte. Après avoir repris confiance en lui grâce à l'importance qu'il revêt pour le monde de l'imagination de l'homme, il se révèle ambitieux et égocentrique, ce qu'il paie par une perte progressive de son identité...

#### Conséquences
Transporté dans le livre, le garçon a pour but de sauver Fantasia à l'aide du premier ami de sa vie : le guerrier Atreju.

### L'Histoire sans fin 2
À la piscine avec l'école, Bastien a peur de sauter du grand étage. Pour s'en échapper, il fait croire à son professeur qu'il a une crampe, mais subit les moqueries et les brimades des autres. Alors qu'il n'arrive toujours pas à faire le deuil de sa mère, il cherche un livre pour ne plus avoir le vertige. Il croise l'Histoire sans fin et se voit une fois de plus transporté dans le Pays Fantastique.

### L'Histoire sans fin 3
Le père de Bastien se remarie avec une femme, qui viendra vivre dans leur maison avec sa fille Nicole. Mais la fille s'avère être une vraie chipie. D'ailleurs, il doit avoir affaire à un nouveau et énième problème : il doit échapper aux Nasties, un groupe de jeunes délinquants. Il fait comme d'habitude, il se réfugie dans L'Histoire sans fin, le livre magique qu'il a lu et vécu autrefois. Mais les mauvais garçons prennent possession du livre et jettent le chaos sur Fantasia, le Pays Fantastique, et font en sorte que Bastien n'en sorte jamais...

## Interprètes du personnage
- L'Histoire sans fin (1984) de Wolfgang Petersen, interprété par Barret Oliver ;
- L'Histoire sans fin 2 : Un nouveau chapitre (1991) de George Trumbull Miller, interprété par Jonathan Brandis ;
- L'Histoire sans fin 3 : Retour à Fantasia (1994) de Peter MacDonald, interprété par Jason James Richter ;
- L'Histoire sans fin (1996) de Mike Fallows, interprété par Donald Reignoux en VF.
- L'Histoire sans fin (2001) de Giles Walker, Adam Weissman, interprété par Mark Rendall.